# Cánaco de Sición (siglo IV a.C.)
Cánaco (el Joven, siglo V / IV a. C., griego antiguo: Κάναχος) fue un escultor de Sición.
Junto con el escultor Petrocles, hizo las esculturas de dos espartanos que lucharon en la Batalla de Egospótamos en el 405 a. C. y participó después en la construcción de un complejo escultórico en Delfos en el año 404 a. C., encargado por el general espartano Lisandro.
Su obra más conocida es la estatua de bronce del olímpico Bícelo de Sición durante los 95.os (400 a. C.) Juegos Olímpicos de la antigüedad.
Se dice que el abuelo de Cánaco fue Cánaco el Viejo (siglo VI a. C. ) también escultor de profesión.